# شاكر عامر
 شاكر عبد الرحيم محمد عامر (ولد في 21 ديسمبر 1966) هو مواطن سعودي كان مقيم في بريطانيا، احتجزته الولايات المتحدة في معتقل خليج جوانتانامو في كوبا لأكثر من 13 عامًا دون تهمة.
أعتقل شاكر في ديسمبر 2001 في أفغانستان من قبل صيادي الجوائز، الذين سلموه إلى القوات الأمريكية خلال عملية الولايات المتحدة العسكرية في البلاد، وبعد شهرين أرسلته الولايات المتحدة إلى معسكر غوانتانامو، حيث احتجز هناك دون محاكمة أو تهمة. كان عامر مقيماً قانونياً في بريطانيا لسنوات قبل سجنه؛ طالبت حكومة المملكة المتحدة بالإفراج عنه، ودعا كثير من الناس إلى إطلاق سراحه. في عام 2007 حكم له بإطلاق سراحه ولكن لم ينفذ إلا عام 2015. يعتبر آخر المقيمين البريطانيين المعتقلين في سجن غوانتانامو.
وفقًا للوثائق المنشورة في تسريب ملفات خليج غوانتانامو اعتقدت قوة المهام المشتركة للجيش الأمريكي أن عامر قاد وحدة من المقاتلين في أفغانستان بما في ذلك في معركة تورا بورا ويؤكد الملف على الارتباطات السابقة مع ريتشارد ريد وزكريا موسوي، فيما نفى عامر ضلوعه في نشاط إرهابي وقال محاميه كلايف ستافورد سميث إن الوثائق المسربة لن تقف أمام المحكمة، وادعى أن جزءاً من الأدلة جائت من شاهد غير موثوق به وأن الاعترافات التي أدلى بها عامر تم الحصول عليها عن طريق التعذيب، وقال صهر عامر سعيد أحمد صديق: «كل هذه الادعاءات ليس لها أي أساس. إذا كان أي من هذا صحيحًا فسيكون في المحكمة الآن.» اعترفت إدارة بوش في وقت لاحق أنه ليس لديها أي أدلة ضد عامر.
لم يتم توجيه أي تهم إلى عامر من قبل ولم تتم محاكمته أصلاً وقال محاميه إنه «بريء تمامًا»، وقد وافقت إدارة بوش على نقله إلى المملكة العربية السعودية في عام 2007 وأيضاً إدارة أوباما في عام 2009، يقول عامر بأنه تعرض للتعذيب أثناء احتجازه، ويزعم المدافعون أن الولايات المتحدة رفضت الإفراج عن عامر لأنها تخشى من أن يتحدث ويفضح التعذيب الذي يحدث في سجن جوانتانامو.
عانى عامر من تدهور في صحته العقلية والبدنية على مر السنين، حيث شارك في إضراب عن الطعام احتجاجًا على ظروف احتجازه، واحتُجز في الحبس الانفرادي معظم الوقت، ويقول بأنه فقد 40 في المائة من وزنه خلال فترة اعتقاله، في عام 2015 رفضت الولايات المتحدة طلب إجراء فحص طبي مستقل على الرغم من تدهور حالته الصحية.

## الأسرة والحياة الشخصية
ولد عامر في 21 ديسمبر 1966 ونشأ في المدينة المنورة في المملكة العربية السعودية، غادر البلاد في السابعة عشر من عمره، وسافر في الولايات المتحدة وأوروبا والشرق الأوسط،  عاش عامر ودرس في جورجيا وميريلاند في عامي 1989 و1990. وخلال حرب الخليج عمل كمترجم للجيش الأمريكي.
انتقل إلى المملكة المتحدة في عام 1996 حيث التقى البريطانية زين صديق وتزوجا في 1997 وأقام إقامة قانونية في بريطانيا، وأنجبا أربعة أطفال بريطانيين أصغرهم سنأ ولد بينما كان شاكر في المعتقل،  وكان شاكر قد تقدم بطلب للحصول على الجنسية البريطانية.
عمل عامر كمترجم عربي لشركات لندن القانونية، وفي أوقات فراغه ساعد عامر اللاجئين في العثور على سكن وعرض عليهم المشورة بشأن صراعاتهم مع وزارة الداخلية.
في عام 2012 عاشت عائلة عامر في باترسي جنوب لندن، وعانت زوجته زين عامر من الاكتئاب والحلقات العقلية منذ اعتقاله.

## القبض عليه والاتهامات

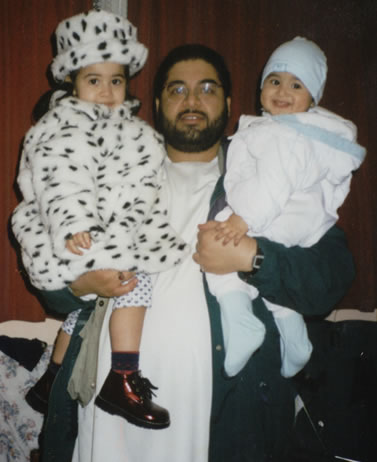
عامر مع ابنته جونينا (يسار) وابنه مكايل (الصورة التي التقطت قبل القبض عليه في عام 2001 والتي أطلقها محاميه)

أخذ عامر عائلته إلى أفغانستان في عام 2001 حيث كان يعمل لصالح جمعية خيرية إسلامية عندما غزت الولايات المتحدة البلاد في وقت لاحق من ذلك العام،  وقام التحالف الشمالي باعتقاله في جلال آباد في ديسمبر 2001، ونقله إلى الأمريكيين، وقد دفعت الولايات المتحدة بشكل روتيني فدية مقابل تسليم العرب إليهم،  وتم استجواب عامر في مركز باغرام للمسرح الدولي ونقلوه إلى جوانتانامو في 14 فبراير 2002.
وفقًا لتقديرات «فرقة العمل المشتركة في غوانتانامو» أعتقد الجيش الأمريكي أن عامر هو «مجند ومموّل وميسّر» للقاعدة استناداً إلى أدلة زائفة قدمها المخبر ياسيم محمد باسرده وهو معتقل آخر،  وأدعت الوثائق المسربة أن عامر أعترف للمحققين بأنه كان في تورا بورا مع أسامة بن لادن وقت القصف الأمريكي،  وتشير الوثائق كذلك إلى أن المباحث العامة السعودية حددت عامر «كأولوية قصوى بالنسبة لحكومة المملكة العربية السعودية، وهذا مؤشر على أهمية تطبيق القانون لهم».
في عام 2010 أصدرت «فرقة عمل مراجعة جوانتانامو» تقريرها عن تقييمات المحتجزين، وفي العديد من الحالات وافقت فرقة العمل إلى حد كبير على تقييمات تهديدات سابقة للمحتجزين وأحيانًا عثرت على معلومات إضافية تدعم هذه التقييمات، وفي حالات أخرى وجدت فرقة العمل أن التقييمات السابقة مبالغ فيها، وأن بعض التقييمات تضمنت ادعاءات لم تدعمها وثيقة المصدر الأساسية التي اعتمدت عليها.
وقد أحتوت التقييمات الأخرى على استنتاجات تم ذكرها بشكل قاطع على الرغم من أنها مستمدة من بيانات غير مدعومة أو تقارير استخبارية أولية عن موثوقية غير محددة أو مشكوك فيها، وفي المقابل اكتشفت فرقة العمل - في حالات قليلة - معلومات موثوقة تشير إلى أن المعتقل يمثل تهديدًا أكبر في بعض النواحي من التقييمات السابقة المقترحة.
نفى عامر تورطه في أي نشاط إرهابي  وقال محاميه كلايف ستافورد إن الأدلة ضد موكله «لن تقف أمام المحكمة»، وأشار إلى أن جزءًا من الأدلة يأتي من ياسم محمد برده، الذي وجد القضاة الأمريكيون أنه «لا يصدق على الإطلاق» ومن تعرض للتعذيب و«وعد بكل أنواع الأشياء».
أقرت إدارة بوش في وقت لاحق أنه ليس لديها أدلة ضد عامر وتمت تبرئته لنقله في عام 2007،  حيث كانت الموافقة لنقله إلى المملكة العربية السعودية.

## ادعاءات عامر بالتعرض للتعذيب في باغرام
في سبتمبر أيلول 2009 قال زاكاري كاتزنلسون إن عامر أبلغ عن تعرضه للضرب المبرح في منشأة باغرام، وقال عامر إن ما يقرب من عشرة رجال قاموا بضربه، بما في ذلك المحققون الذين مثلوا أنفسهم كضباط في المكتب الخامس التابع لوكالة مكافحة الإرهاب الداخلية في المملكة المتحدة، وبعد تعرضه للضرب المبرح وجد أن جميع المحققين غادروا الغرفة ووضعوا مسدساً على الطاولة،  ولم يحدد ما إذا كان المسدس قد تم تجهيزه بالرصاص أم لا.

يقول عامر إن محققي «المكتب الخامس» أخبروه أن أمامه خياران إما الموافقة على التجسس على الجهاديين المشتبه بهم في المملكة المتحدة؛ أو البقاء في المعتقل،  وقال إن الحراس ضربوا رأسه مرارًا وتكرارًا بالحائط أثناء وجود ضابط من المكتب الخامس في الغرفة. 
 كل ما أعرفه هو أنني شعرت بأن شخصًا ما يمسك رأسي ويبدأ في ضرب رأسي في الجدار الخلفي - لدرجة أن رأسي كان يرتد. وكانوا يصرخون أنهم سيقتلونني أو أموت. 
 وزعم معتقلون سابقون آخرون تعرضهم لمعاملة مماثلة من قبل عملاء جهاز الاستخبارات البريطاني بما في ذلك التعذيب،  ورفع سبعة معتقلين دعوى ضد الحكومة البريطانية بسبب سوء معاملتهم وتعذيبهم. وفي نوفمبر 2010 قامت الحكومة البريطانية بتسوية الدعوى حيث دفعت للمحتجزين ملايين الجنيهات كتعويض. عامر أيضًا مدرج في قائمة التعويضات وجزء من الصفقة لكن التفاصيل غير معروفة لأن معظم الصفقة لا تزال سرية.

## غوانتانامو
وصف عامر بأنه متحدث رسمي باسم المعتقلين في جوانتانامو، حيث تحدث عن رفاهية السجناء والتفاوض مع قادة المعسكر وتنظيم احتجاجات ضد المعاملة القاسية، وقام بتنظيم وشارك في إضراب عن الطعام في عام 2005، وطالب بمعاملة السجناء وفقًا لاتفاقية جنيف والسماح للمحتجزين بتشكيل لجنة مظالم، وفي المفاوضات وعدت إدارة المخيم بتطبيق نظام غذائي صحي للسجناء بعد موافقته على إنهاء الإضراب عن الطعام. وقال محاميه ستافورد سميث إن لجنة المظالم تشكلت لكن سلطات المعسكر حلتها بعد أيام قليلة.
في سبتمبر 2006 تقدم محامو عامر بطلب من 16 صفحة يدعون فيه إلى إعفائة من العزلة في سجن جوانتانامو، وقالوا إن فترات العزل الانفرادي الممتدة تضر بصحته العقلية والبدنية.
واصل عامر مشاركته في الإضرابات الإضافية عن الطعام واحتُجز في الحبس الانفرادي لمعظم الوقت، ووصف محاموه الحبس الانفرادي بأنه «قاسي» وقالوا إن صحته تأثرت إلى حد يخشى عليه من حياته. في عام 2011 قال ستافورد سميث مدير فرع المملكة المتحدة في ريبريف إن عامر «ينهار في داخله».
في 18 سبتمبر 2006 تقدم محامو عامر بطلب من 16 صفحة يطلبون إلغاء اعتقاله في سجن جوانتانامو،  وتدعي الحركة أن عامر ظل محتجزًا في الحبس الانفرادي لمدة 360 يومًا وتعرض للتعذيب بالضرب وتعريضه لدرجات الحرارة القصوى وحرمانه من النوم، مما تسبب في زيادة معاناته وأن أصبح غير متوازن عقلياً، وفي اليوم التالي قدم كتسنلسون اقتراحًا لتطبيق اتفاقيات جنيف نيابة عنه.
بعد انتخاب الرئيس باراك أوباما في عام 2009 قام بتشكيل فرقة عمل من ست وكالات لمراجعة وضع المعتقلين في جوانتانامو، التي «أوصت بالإجماع» نقل عامر، وأراد مسؤولو الأمن إرساله إلى المملكة العربية السعودية بلد جنسيته لكن محاميه طالبوا بنقله إلى بريطانيا حيث كان مقيماً وتقيم عائلته.
في سبتمبر 2011 زعم محامي عامر برنت ميكوم الذي رآه في غوانتنامو أن عامر تعرض للضرب بشكل متكرر قبل اجتماعاته، وقال إن صحة عامر العقلية والجسدية تتدهور، وقال «شعرت أنه استسلم: هذا ما ستفعله عشر سنوات معظمها في الحبس الانفرادي لشخص ما».

### يونيو 2006
في مقال نشر في عام 2010، قال عامر إنه تعرض للضرب لعدة ساعات وتعرض لأساليب استجواب شملت الاختناق في 9 يونيو 2006 وهو نفس اليوم الذي توفي فيه ثلاثة من زملائه السجناء في جوانتانامو، والتي أدعت الولايات المتحدة أنها كانت حالات انتحار.

### الإضراب عن الطعام وحالة احتجازة 2013
في عام 2013 أخبر عامر محاميه بأنه كان من بين مجموعة المضربين عن الطعام، وأنه يرفض تناول الطعام منذ 15 فبراير،  وفي الإضرابات السابقة عن الطعام قام الحراس بإطعامه القوة، وقال محاميه إن عامر أمضى 22 ساعة في اليوم وحده في زنزانته.
ولم يُسمح لأحد بزيارته سوى محاميه، وكان عامر من بين مجموعة من المحتجزين الذين تقدموا بطعن أمام المحكمة في ممارسة السلطات لإطعام المضربين عن الطعام بالقوة، وقضت محكمة الاستئناف في الولايات المتحدة في عام 2014 «بأن القضاء يمكن أن يشرف على شروط الحبس في السجن».
في عام 2014 تقدم محاموه بطلب نيابة عن عامر طالبًا بالإفراج عنه على أساس أن صحته «تضررت إلى حد كبير»، وجادلوا بأن مشاكله الصحية المختلفة لا يمكن علاجها في غوانتانامو و«حتى لو تلقى العلاج الطبي والعلاجي المكثف الذي تتطلبه حالته، فإن السيد عامر سوف يستغرق سنوات عديدة، إن لم يكن مدى الحياة، لتحقيق أي تعافٍ كبير». وقال محاموه إن اتفاقية جنيف ولائحة الجيش 190-8، تتطلب إعادة السجناء المصابين بأمراض مزمنة.  وفي عام 2015 على الرغم من تدهور الحالة الصحية لعامر رفضت الولايات المتحدة طلب المحامين لإجراء فحص طبي مستقل .

## مفاوضات المملكة المتحدة
رفضت حكومة المملكة المتحدة في البداية التدخل نيابة عن معتقلي غوانتنامو الذين كانوا مقيمين في بريطانيا بصورة قانونية لكنهم لم يكونوا مواطنين بريطانيين، وفي أغسطس / آب 2007، طلب وزير الخارجية ديفيد ميليباند إطلاق سراح عامر وأربعة رجال آخرين، بناءً على منحهم وضع لاجئ أو إجازة مماثلة للبقاء في بريطانيا كمقيمين قبل قيام القوات الأمريكية بأسرهم.
ومع إعادة بنيام محمد إلى وطنه في فبراير 2009 أطلق سراح جميع المواطنين البريطانيين والمقيمين عدى عامر.
أثار مسؤولو حكومة المملكة المتحدة مرارًا قضية عامر مع الأميركيين، وفي زيارة للولايات المتحدة في 13 مارس 2009 قال وزير الداخلية جاكي سميث عندما سئل عن أسرى غوانتنامو إن الإدارة الأمريكية قالت إنهم لا يريدون إعادة عامر إلى المملكة المتحدة، وأثار وليام هيغ وزير الخارجية قضية عامر مرة أخرى مع وزيرة الخارجية الأمريكية هيلاري كلينتون في نوفمبر 2010،  وتلاها لقاءات مع مسؤولين أمريكيين آخرين وفي ذلك الوقت توصلت حكومة الولايات المتحدة إلى تسوية مع المعتقلين السابقين كقرار للتعويض عن الأضرار الناجمة عن استخدام التعذيب في الاستجواب.
في سبتمبر 2011 قال وزير الخارجية أليستير بيرت إن المفاوضات جارية وسرية،  وأنتقد أنصار عامر حكومة المملكة المتحدة لعدم قيامها بما يكفي نيابة عنه؛ وحثوا الحكومة على تكثيف جهودها،  وفي يناير 2012 كشفت الإندبندنت أن الحكومة البريطانية أنفقت 274.345 جنيهاً استرلينياً في الجدال في المحكمة بما في ذلك منع محامي عامر من الوصول إلى الأدلة التي قد تثبت براءته. ذكرت الصحيفة أن عامر لديه العديد من الشكاوى الطبية الخطيرة من سنوات من ظروف الاحتجاز «غير الإنسانية»، وأن المملكة المتحدة أعطت أملاً كاذباً لعائلته.

## الدعوة لإطلاق سراحه
- في يناير 2010 كتبت ابنته البالغة من العمر 12 عامًا Johina رسالة إلى جوردون براون تطلب فيها إطلاق سراح والدها.[28][43]
- في آب (أغسطس) 2010، عطل المتظاهرون اجتماعًا ناقش خططًا لإنشاء سفارة أمريكية بالقرب من باترسي منزل عامر وعائلته.[61]
- في 11 ديسمبر 2010 خرج المئات إلى الشوارع في لندن بالقرب من السفارة الأمريكية للمطالبة بإطلاق سراح عامر.[62]
- في فبراير 2011 وصفت منظمة العفو الدولية سجن عامر بأنه «سخرية من العدالة» ونددت «بالنسيان القاسي» الذي احتجز فيه.[63] وفي الوقت نفسه ذكرت صحيفة الجارديان أن مواطنون أرسلوا 12000 رسالة بريد إلكتروني إلى وزيرة الخارجية الأمريكية هيلاري كلينتون ونواب المملكة المتحدة لدعم عامر.[64]
- في مايو 2011 أحتج طلاب جامعة سانت أندروز على عدم إطلاق سراح عامر.[65]
- في فبراير 2012 في الذكرى العاشرة لاعتقال عامروقعت سلسلة من الاحتجاجات في إنجلترا بينما قام المحتجزون بإضراب عن الطعام في جوانتانامو.
- في ديسمبر 2012 تبرع الممثل الكوميدي فرانكي بويل بمبلغ 50.000 جنيه إسترليني لصندوق عامر القانوني لدعاوى ضد جهاز الاستخبارات البريطاني.[66]
- بحلول أبريل 2013 كان 117,384 مواطنًا بريطانيًا أو مقيمًا في المملكة المتحدة قد وقعوا على عريضة إلكترونية على الإنترنت للضغط على حكومة المملكة المتحدة للإفراج عن عامر.[67]
- في مارس / آذار 2015 قال النائب البريطاني جون ماكدونيل، «إن قضية شاكر عامر هي واحدة من أسوأ حالات إجهاض العدالة في العقود الثلاثة الأخيرة على الأقل».[68]
- في 4 يوليو 2015 (يوم استقلال الولايات المتحدة) حث 80 بريطانيًا بارزًا من بينهم ستة وزراء سابقون وكتاب وممثلون ومخرجون وموسيقيون بارزون أوباما على إطلاق سراح عامر.[3]

## إطلاق سراحه
في 30 أكتوبر 2015 تم نقل شاكر من كوبا متجهًا إلى الأراضي البريطانية في الساعة 13:00 بتوقيت جرينتش، وفي مقابلة لاحقة ناقش احتجازه وحياته العائلية، كما دعا الجهاديين إلى «إخراج الجحيم» من بريطانيا قائلاً إن عمليات القتل المدنية «غير مسموح بها» في الإسلام وتابع قائلاً «لا يمكنك الذهاب إلى الشارع والحصول على السكين والبدء في طعن الناس». في إشارة واضحة إلى مقتل لي ريجبي.

## التمثيل في وسائل الإعلام الأخرى
- في أغسطس 2013 أصدر المغني بي جيه هارفي أغنية «شاكر عامر» التي تصف محنة عامر التي تم إطعامه بالقوة خلال إضرابه عن الطعام الذي استمر لمدة شهر.[70]

## روابط خارجية
- شاكر عامر - سيرة ذاتية
- شاكر عامر: الرجل البريطاني الذي قضى تسع سنوات في جوانتانامو سخر من العدالة - منظمة العفو الدولية
- حفظ شاكر عامر في SSAC
- تقييم معتقل شاكر عامر عبر صحيفة نيويورك تايمز
- تقرير عن صحة عامر من قبل طبيب نفسي مستقل، الدكتورة إميلي كرم، 2014
- يقول معتقل غوانتنامو الإرهابي «لقد تركني عميل MI5 وحدي»